# Jane Austen Centre
Le Jane Austen Centre (Centre Jane Austen) situé au 40 Gay Street à Bath dans le Somerset, en Angleterre, est une exposition permanente qui retrace l’histoire de l’expérience de Jane Austen à Bath et l’effet produit sur elle et sur ses écrits par ses visites et ses séjours dans cette ville. Il organise tous les ans en septembre un festival de dix jours, avec des représentations théâtrales, des concerts, des diners, des bals en costumes « régence », des ateliers (danses…), des lectures, et une « Grande promenade costumée » dans les rues de Bath.

## Histoire duJane Austen Centre
L’immeuble appartient au bloc 31-40 Gay Street qui a été classé Grade II par l'English Heritage.